# Никулин, Лев Вениаминович
Лев Вениами́нович Нику́лин (настоящая фамилия — Олькени́цкий; 8 (20) мая 1891, Житомир — 9 марта 1967, Москва) — русский советский писатель, поэт и драматург, журналист, военный корреспондент. Лауреат Сталинской премии третьей степени (1952).

## Биография
Родился 8 (20 мая) 1891 года в Житомире (ныне Украина) в семье актёра и антрепренёра Вениамина Ивановича Олькеницкого (сценический псевдоним Никулин, 1866—1953), в 1894 году крещёного в лютеранство еврея, и его жены Сабины Розенталь. В 1910 году окончил коммерческое училище в Одессе. С этого времени занимался литературной деятельностью. Публиковал стихи, сатирические заметки и фельетоны в одесской прессе. В 1910—1911 годах учился в Сорбонне, в 1912—1918 годах — в Московском коммерческом институте. Ранние стихи были объединены в его первый сборник «История и стихи Анжелики Сафьяновой» (1918), второй сборник «Страдиварий» (1919) был посвящён политической сатире. Был дружен с А. Н. Вертинским, для которого написал слова к песням «Возвращенье» и «Ты уходишь в далёкие страны».
В 1919 году работал в бюро печати Украины и в агитпросветуправлении КВО. В 1919—1921 годах был начальником политпросветчасти Политуправления Балтийского флота. Участвовал как политработник в подавлении Кронштадтского восстания. В 1921—1922 годах заведовал бюро печати советского Полпредства, а затем был секретарём Генерального консульства в Кабуле. В 1933—1938 годах работал в редакции «Правды». В 1927 году принял участие в коллективном романе «Большие пожары», публиковавшемся в журнале «Огонёк». Один из авторов книги «Канал имени Сталина» (1934). Автор сценария фильма «Честь» (1938). В 1933 году вышла большая книга «Время, пространство, движение», которую можно считать автобиографической. Член КПСС с 1940 года.
Войну прошёл военным корреспондентом на разных фронтах, печатал военные корреспонденции в газетах «Известия», «Правда», журналах «Крестьянка», «Огонёк», «Красноармеец», «Работница». Для Челябинского театра драмы написал пьесы «Душа Москвы» и «Земляки». 
Один из основателей журнала «Иностранная литература». Член редколлегии журнала «Москва». 
Долгие годы являлся вице-президентом общества «СССР — Франция». 
Дружил с Луи Арагоном и Эльзой Триоле.
В конце 1950-х годов неоднократно выезжал во Францию для переговоров с В. Н. Муромцевой-Буниной о передаче литературного архива Бунина на родину, что и было осуществлено при его содействии. 
Принимал участие в получении 14 записок (автографов) Ленина Красину, которые хранились в Институте Социальной истории в Париже у Бориса Суварина.
Автор популярного романа «Мёртвая зыбь», впервые осветившего знаменитую Операцию «Трест» и вскоре экранизированного.
Проживал в Доме писателей в Лаврушинском переулке. 
Умер 9 марта 1967 года. Похоронен в Москве на Новодевичьем кладбище (участок № 6). На его похороны пришло всего 14 человек, хотя извещения о смерти появились в «Правде» и «Известиях».
Игорь Северянин в сборнике «Соловей (1923) публикует посвящение:

#### Льву Никулину
Когда, воюя, мир лукавил

Позёрством социальных проб,

Несчастный император Павел

Свой покидал столетний гроб…
В крестах, отбрасывавших тени,

На склоне золотого дня,

Приял великий неврастеник

Поэта облик, трон кляня…
Приял для самооправданья,

Для выявленья существа

Своей души, в часы страданья

Струившей чары волшебства…
Что ж, вверьтесь странному капризу,

Поэт и царь, и, сев верхом,

Направьте шаг коня на мызу

«Ивановку», в свой бредный дом.
Въезжайте в ветхие ворота,

Где перед урной, над рекой,

Вас ждёт скончавшаяся рота

И я, поклонник Ваш живой… Архивная копия от 12 февраля 2019 на Wayback Machine
(В 1918 году выходит альманах «Поэзоконцерт. Избранные поэзы для публичного чтения» (Игорь Северянин, Мария Кларк, Петр Ларионов, Лев Никулин, Елизавета Панайотти, Кирилл Халафов) М.: Типография «Крестного календаря» А. Гатцука, 80 с., 8000 экз.)

Андрей Тарасов пишет о Льве Никулине в своей книге «Лаврушинский венок в лицах и страницах» следующие строки:
Брат расстрелянного Михаила Кольцова художник Борис Ефимов — «о писателе Льве Никулине, к сожалению, полузабытом. А это был незаурядный литератор, к тому же исключительно общительный, умный, добрый, приятный человек. Он был в своё время широко известен и популярен. Его все знали, и он всех знал»… И хотя (Б. Ефимов) видит «стремление занимать высокое общественное положение, быть на виду», не пеняет, «если, конечно, человек при этом не прибегает к некрасивым и подлым поступкам, интригам, „стукачеству“ и тому подобным гнусностям. А про Никулина этого никак нельзя сказать. Я считаю, что до конца жизни он оставался человеком порядочным и чистоплотным, насколько это было возможным в эпоху, которую можно было характеризовать словами поэта: „Бывали хуже времена, но не было подлей“»…

Михаил Ардов в своей книге «Легендарная Ордынка» упоминает о Льве Никулине:
Советский писатель, один из самых маститых, «проваренный в чистках, как соль» Лев Никулин был одним из завсегдатаев Ордынки. Человек притом он был довольно нелюдимый, при посторонних вообще молчал. Наш отец, пожалуй, был единственным человеком, с которым Никулин позволял себе откровенничать. Ардов говорил о нём:

— Это — ужаснувшийся.

 
Так отец называл тех людей, которые сами чудом уцелели в тридцатых и сороковых годах, чьи близкие и родные погибли при терроре, и кто стал от этого сверхосторожным — даже при менее свирепых, чем Сталин, его преемниках. 
Был объектом эпиграмм.

## Семья
- Братья — актёр Константин Шэйн и драматург Юрий Вениаминович Никулин, сестра — актриса Тамара Шэйн (её муж — актёр Аким Тамиров), племянник — актёр Валентин Юрьевич Никулин. Младшая сестра Галина Вениаминовна Олькеницкая (8 мая 1907 — 4 февраля 1989) была замужем за философом Г. Е. Глезерманом[11]. Сын двоюродной сестры Евы Олькеницкой — режиссёр Владимир Шредель.
- Первая жена — княжна Елизавета Григорьевна Волконская (1896—1984).
- Вторая жена — актриса Малого театра Екатерина Ивановна Рогожина.
  - Дочери-близнецы (род. 1937) — Ольга Львовна Никулина, переводчица, писатель, библиограф; Александра Львовна Никулина.

## Награды и премии
- орден Трудового Красного Знамени (27.5.1961)
- орден «Знак Почёта» (31.1.1939)
- медали, в том числе «За оборону Москвы», «За победу над Германией в Великой Отечественной войне 1941—1945 гг.»[12]
- Сталинская премия третьей степени (1951/52) — за роман «России верные сыны» (1950).